# Corydalis fangshanensis
Corydalis fangshanensis är en vallmoväxtart som beskrevs av Wen Tsai Wang. Corydalis fangshanensis ingår i släktet nunneörter, och familjen vallmoväxter. Inga underarter finns listade i Catalogue of Life.